# Bābā Cheshmeh
Bābā Cheshmeh är en ort i Iran.   Den ligger i provinsen Nordkhorasan, i den nordöstra delen av landet, 600 km öster om huvudstaden Teheran. Bābā Cheshmeh ligger 1 122 meter över havet och antalet invånare är 180.
Terrängen runt Bābā Cheshmeh är huvudsakligen platt, men västerut är den kuperad. Terrängen runt Bābā Cheshmeh sluttar västerut. Runt Bābā Cheshmeh är det ganska glesbefolkat, med 29 invånare per kvadratkilometer. Närmaste större samhälle är Neqāb, 15,9 km väster om Bābā Cheshmeh. Trakten runt Bābā Cheshmeh består i huvudsak av gräsmarker.